# Oberdorf (Nidwalden)
Oberdorf és un municipi del cantó de Nidwalden (Suïssa).